# Южно-Енисейск
Ю́жно-Енисе́йск — посёлок в Мотыгинском районе Красноярского края России. Административный центр Южно-Енисейского сельсовета.

## География
Посёлок находится на восточном склоне Енисейского кряжа.

## История
Возник как золоторудный прииск. В 1926 году Александро-Ивановский прииск состоял из 152 хозяйств, основное население — поляки. В административном отношении являлся центром Южно-Енисейского сельсовета Енисейского района Красноярского округа Сибирского края. Статус посёлка городского типа — в 1928—2013 годах.

## Население
| 1939 | 1959  | 1970  | 1979  | 1989  | 2002 | 2007 |
| ---- | ----- | ----- | ----- | ----- | ---- | ---- |
| 3370 | ↘2524 | ↘1788 | ↘1292 | ↘1134 | ↘820 | ↘717 |
| 2009 | 2010  | 2012  | 2013  |       |      |      |
| ↘713 | ↘650  | ↘627  | ↘606  |       |      |      |

## Улицы
| - ул. Дачная, - ул. Кирова, - ул. Левонабережная, - ул. Новая, - ул. Оборонная, | - ул. Октябрьская, - ул. Парижской Коммуны, - ул. Первомайская, - ул. Правонабережная, - ул. Приисковая, | - ул. Пролетарская, - ул. Сибирская, - ул. Советская, - ул. Спортивная. |